# Luis Ureta
Luis Alfonso Ureta Medina (Rengo, Provincia de Cachapoal, Chile, 8 de marzo de 1999), es un futbolista chileno que juega de portero en Deportes Puerto Montt de la Segunda División Profesional de Chile. Además es internacional con la Selección de fútbol sub-20 de Chile.

## Trayectoria
El golero es uno de los jugadores de las divisiones menores de O’Higgins que están mejor considerados para el futuro, llegó desde muy pequeño a la Escuela de Fútbol del club rancagüino, pasó por todas las categorías inferiores del club celeste. Ureta fue parte vital del cuadro celeste que tuvo un gran rendimiento en la ‘Milk Cup’ disputada en Irlanda del Norte este año, donde fue considerado el mejor arquero del torneo.
Por aquello, "Pelleyo",  ha sido parte habitual de las nóminas de ‘La Roja’ de su categoría, incluido en la Copa Mundial de Fútbol Sub-17 de 2015  en Chile, y el Campeonato Sudamericano de Fútbol Sub-17 de 2015 en Paraguay.
Su ídolo asegura tenerlo claro, afirmando que es Claudio Bravo, por ser “un referente para todos los arqueros chilenos. Ha llegado muy lejos y ha logrado grandes cosas por su esfuerzo y su humildad”.
No disputó minutos en la Copa Mundial, pero Ureta es directo al señalar que desea “ser campeón con La Roja frente a toda nuestra gente”, a la vez que “en el futuro me gustaría jugar en un equipo grande de Europa, pero vamos paso a paso”.
Desde el 2016 es parte del primer equipo de O'Higgins con el técnico Cristián Arán. 
Debutó en el primer equipo como titular en un partido contra Colchagua en el encuentro de ida de la Copa Chile 2018, disputado en el Estadio Municipal Jorge Silva Valenzuela de San Fernando.

## Selección nacional
Fue seleccionado chileno Sub-20 en el Campeonato Sudamericano de Fútbol Sub-20 de 2019 disputado en Chile, con el técnico Héctor Robles, en el torneo jugó 4 partidos, siendo titular en todos los partidos. Su selección fue eliminada en la primera fase del campeonato en la derrota con la Selección de fútbol de Colombia en el Estadio El Teniente de Rancagua.
| Torneo                      | Sede  | Resultado    | Partidos | Goles |
| --------------------------- | ----- | ------------ | -------- | ----- |
| Sudamericano Sub-20 de 2019 | Chile | Primera fase | 4        | 0     |

## Estadísticas
| Club | Div              | Temporada        | Liga  | Liga  | Copas nacionales(1) | Copas nacionales(1) | Copas internacionales(2) | Copas internacionales(2) | Total | Total |
| Club | Div              | Temporada        | Part. | Goles | Part.               | Goles               | Part.                    | Goles                    | Part. | Goles |
| --- | ---------------- | ---------------- | ----- | ----- | ------------------- | ------------------- | ------------------------ | ------------------------ | ----- | ----- |
| O'Higgins · Chile                                                                                           | 1.ª              | 2018             | 1     | 0     | 2                   | 0                   | 0                        | 0                        | 3     | 0     |
| O'Higgins · Chile                                                                                           | 1.ª              | 2019             | 11    | 0     | 1                   | 0                   | 0                        | 0                        | 12    | 0     |
| O'Higgins · Chile                                                                                           | 1.ª              | 2020             | 1     | 0     | 0                   | 0                   | 0                        | 0                        | 1     | 0     |
| San Marcos · Chile                                                                                          | 2.ª              |                  |       |       |                     |                     |                          |                          |       |       |
| San Marcos · Chile                                                                                          | 2.ª              | 2021             | 24    | 0     | 0                   | 0                   | 0                        | 0                        | 24    | 0     |
| San Marcos · Chile                                                                                          | Total club       | Total club       | 24    | 0     | 0                   | 0                   | 0                        | 0                        | 24    | 0     |
| O'Higgins · Chile                                                                                           | 1.ª              | 2022             | 2     | 0     | 0                   | 0                   | 0                        | 0                        | 2     | 0     |
| O'Higgins · Chile                                                                                           | 1.ª              | 2023             | 4     | 0     | 1                   | 0                   | —                        | —                        | 5     | 0     |
| O'Higgins · Chile                                                                                           | Total club       | Total club       | 19    | 0     | 4                   | 0                   | 0                        | 0                        | 23    | 0     |
| Puerto Montt · Chile                                                                                        | 3.ª              | 2024             | 14    | 0     | 2                   | 0                   | 0                        | 0                        | 16    | 0     |
| Puerto Montt · Chile                                                                                        | 3.ª              | 2025             | 13    | 0     | 0                   | 0                   | 0                        | 0                        | 13    | 0     |
| Puerto Montt · Chile                                                                                        | Total club       | Total club       | 27    | 0     | 2                   | 0                   | 0                        | 0                        | 29    | 0     |
| Total en carrera                                                                                            | Total en carrera | Total en carrera | 70    | 0     | 6                   | 0                   | 0                        | 0                        | 76    | 0     |
| (1)Incluye datos de la Copa Chile. (2)Incluye datos de la Copa Libertadores de América y Copa Sudamericana. |                  |                  |       |       |                     |                     |                          |                          |       |       |

### Resumen estadístico
| Competición                           | Partidos | Goles |
| ------------------------------------- | -------- | ----- |
| Primera División de Chile             | 19       | 0     |
| Primera B de Chile                    | 24       | 0     |
| Segunda División Profesional de Chile | 27       | 0     |
| Copa Chile                            | 6        | 0     |
| Selección de Chile sub-20             | 6        | 0     |
| Total                                 | 82       | 0     |

## Palmarés

### Campeonatos internacionales
| Título               | Club (*)                  | País     | Año  |
| -------------------- | ------------------------- | -------- | ---- |
| Sport For Tomorrow   | Selección sub-20 de Chile | Paraguay | 2018 |
| Juegos Suramericanos | Selección sub-20 de Chile | Bolivia  | 2018 |

(*) Incluyendo la Selección